# Turbiàs
Turbiàs es una entidad de población española del municipio de Montferrer i Castellbò, perteneciente a la provincia de Lérida, en la comunidad autónoma de Cataluña.

## Historia
Hacia mediados del siglo XIX, el lugar, perteneciente al ayuntamiento del valle de Castellbó, tenía contabilizada una población de 51 habitantes. Aparece descrito en el decimoquinto volumen del Diccionario geográfico-estadístico-histórico de España y sus posesiones de Ultramar de Pascual Madoz de la siguiente manera:

TURBIAS: l. en la prov. de Lérida (21 leg.), part. jud. y dióc. de Seo de Urgel (2 1/2), aud. terr. y c. g de Barcelona (27), ayunt. del valle de Castellbó. sit. en una pendiente; su clima es frio pero sano. Tiene 12 casas; igl. parr. (Sta. Victoria) matriz de Heres y Carmeniu, servida por un cura de ingreso y provision del ordinario. Confines, terr. y prod. (V. el valle de Castellbó). pobl.: 11 vec., 51 almas. contr.: con el ayunt.
(Madoz, 1849, p. 183)

En 2022, la localidad, perteneciente al municipio de Montferrer i Castellbò, tenía empadronados 2 habitantes.